# Chastel (Haute-Loire)
Pour les articles homonymes, voir Chastel.
Chastel est une commune française située dans le département de la Haute-Loire, en région Auvergne-Rhône-Alpes.

## Géographie

### Localisation
La commune de Chastel se trouve dans le département de la Haute-Loire, en région Auvergne-Rhône-Alpes. Elle est située dans le nord-est de la Margeride. Le bourg est situé à la limite entre la Haute-Loire et le Cantal.
Elle se situe à 70 km par la route du Puy-en-Velay, préfecture du département, à 40 km de Brioude, sous-préfecture, et à 31 km de Mazeyrat-d'Allier, bureau centralisateur du canton du Pays de Lafayette dont dépend la commune depuis 2015 pour les élections départementales.
Les communes les plus proches sont : Chazelles (2,5 km), Cronce (3,2 km), Védrines-Saint-Loup (3,6 km), Soulages (3,9 km), Rageade (4,3 km), Saint-Austremoine (5,5 km), Ferrussac (6,2 km), Pinols (8,0 km).
| Rageade Soulages (Cantal)    | Chazelles (Cantal) |        |
| Védrines-Saint-Loup (Cantal) | Chastel            | Cronce |
|                              | Clavières (Cantal) | Pinols |

### Hydrographie
Les eaux pluviales s'écoulent vers la Cronce qui est un affluent de l'Allier en rive gauche.
La Cronce est elle-même alimentée par plusieurs autres cours d'eau dans les environs de Chastel tels que le ruisseau de la Besseyre, le ruisseau du Passadoux, le ruisseau de la Bouquellerie et le ruisseau des Chaux. Tous ces ruisseaux sont des ruisseaux de première catégorie et classifiés comme étant dans la Zone à Truite selon la zonation de Huet.

### Climat
Pour des articles plus généraux, voir Climat d'Auvergne-Rhône-Alpes et Climat de la Haute-Loire.
En 2010, le climat de la commune est de type climat des marges montargnardes, selon une étude du Centre national de la recherche scientifique s'appuyant sur une série de données couvrant la période 1971-2000. En 2020, Météo-France publie une typologie des climats de la France métropolitaine dans laquelle la commune est exposée à un climat de montagne ou de marges de montagne et est dans une zone de transition entre les régions climatiques « Nord-est du Massif Central » et « Sud-est du Massif Central ».
Pour la période 1971-2000, la température annuelle moyenne est de 8,1 °C, avec une amplitude thermique annuelle de 15,7 °C. Le cumul annuel moyen de précipitations est de 820 mm, avec 9,5 jours de précipitations en janvier et 6,7 jours en juillet. Pour la période 1991-2020, la température moyenne annuelle observée sur la station météorologique de Météo-France la plus proche, « Auvers », sur la commune d'Auvers à 11 km à vol d'oiseau, est de 6,7 °C et le cumul annuel moyen de précipitations est de 1 045,3 mm,. Pour l'avenir, les paramètres climatiques de la commune estimés pour 2050 selon différents scénarios d'émission de gaz à effet de serre sont consultables sur un site dédié publié par Météo-France en novembre 2022.

## Urbanisme

### Typologie
Au 1er janvier 2024, Chastel est catégorisée commune rurale à habitat très dispersé, selon la nouvelle grille communale de densité à sept niveaux définie par l'Insee en 2022.
Elle est située hors unité urbaine et hors attraction des villes,.

### Occupation des sols
L'occupation des sols de la commune, telle qu'elle ressort de la base de données européenne d’occupation biophysique des sols Corine Land Cover (CLC), est marquée par l'importance des forêts et milieux semi-naturels (59,4 % en 2018), une proportion sensiblement équivalente à celle de 1990 (59,5 %). La répartition détaillée en 2018 est la suivante : forêts (56,8 %), zones agricoles hétérogènes (24,4 %), prairies (16,2 %), milieux à végétation arbustive et/ou herbacée (2,6 %). L'évolution de l’occupation des sols de la commune et de ses infrastructures peut être observée sur les différentes représentations cartographiques du territoire : la carte de Cassini (XVIIIe siècle), la carte d'état-major (1820-1866) et les cartes ou photos aériennes de l'IGN pour la période actuelle (1950 à aujourd'hui).

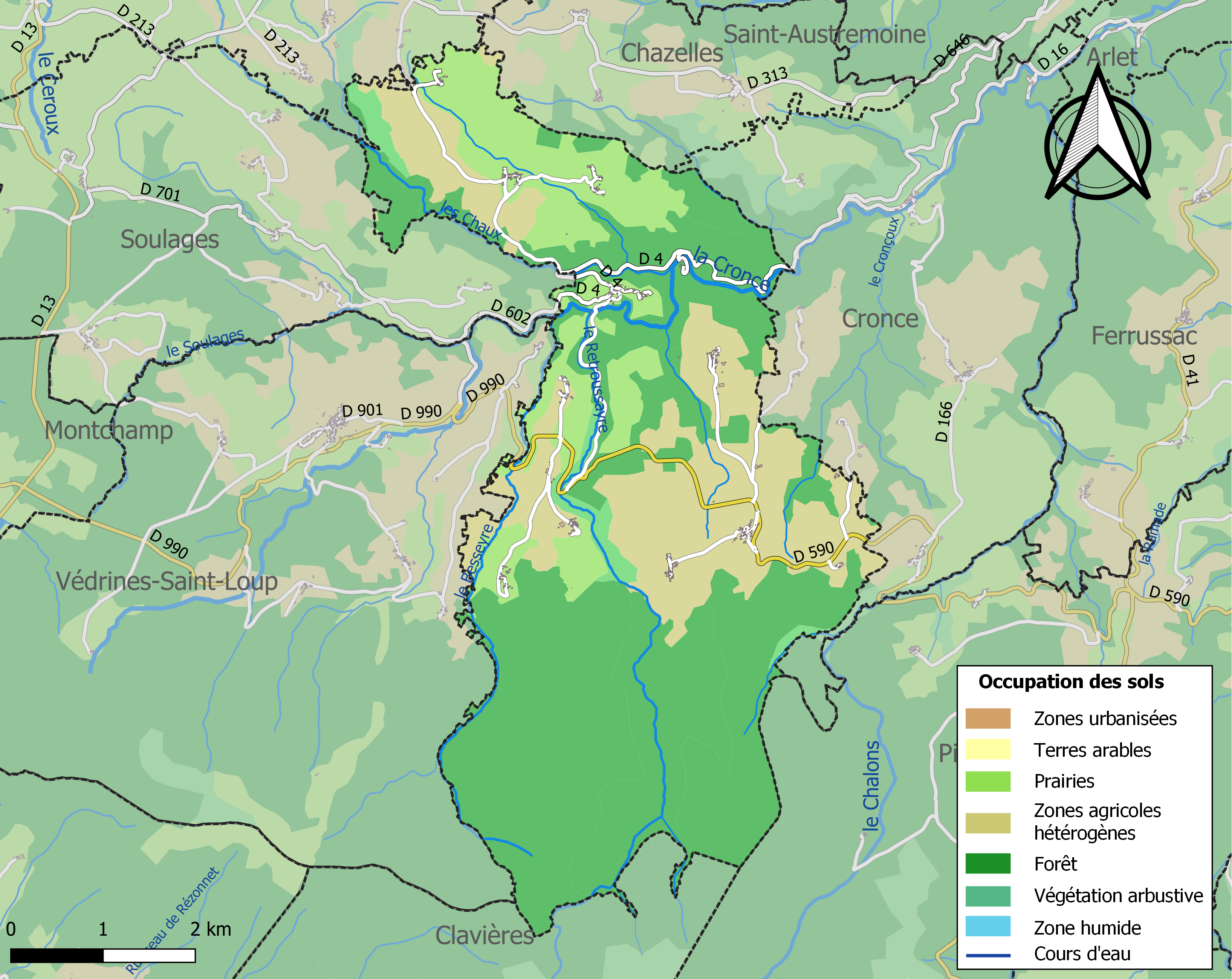
Carte des infrastructures et de l'occupation des sols de la commune en 2018 (CLC).
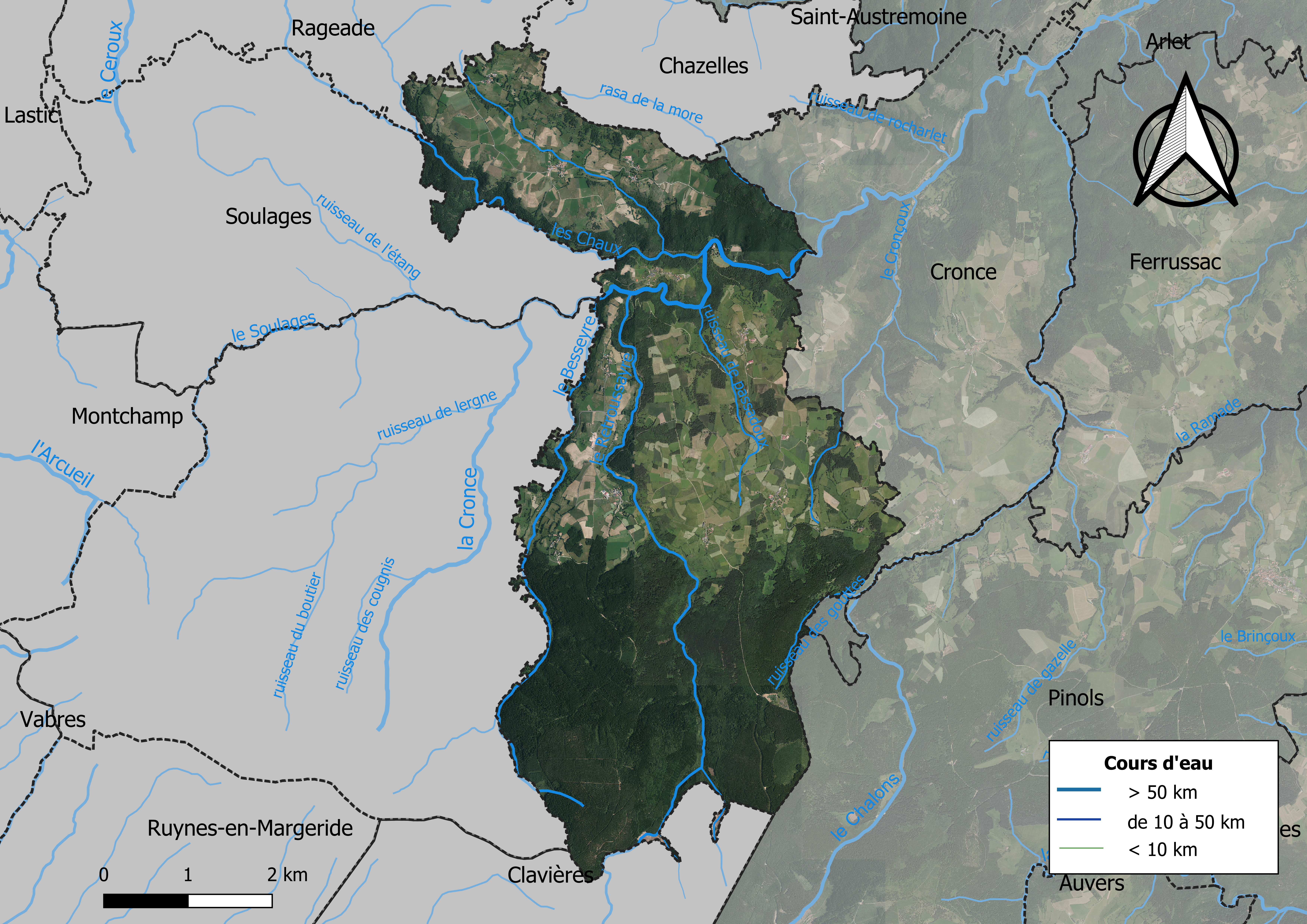
Carte orthophotographique de la commune.

### Habitat et logement
En 2018, le nombre total de logements dans la commune était de 125, alors qu'il était de 124 en 2013 et de 126 en 2008.
Parmi ces logements, 59,1 % étaient des résidences principales, 35,1 % des résidences secondaires et 5,8 % des logements vacants. Ces logements étaient pour 98,4 % d'entre eux des maisons individuelles et pour 0,8 % des appartements.
Le tableau ci-dessous présente la typologie des logements à Chastel en 2018 en comparaison avec celle de la Haute-Loire et de la France entière. Une caractéristique marquante du parc de logements est ainsi une proportion de résidences secondaires et logements occasionnels (35,1 %) supérieure à celle du département (16,1 %) et à celle de la France entière (9,7 %). Concernant le statut d'occupation de ces logements, 81,9 % des habitants de la commune sont propriétaires de leur logement (95,7 % en 2013), contre 70 % pour la Haute-Loire et 57,5 pour la France entière.
| Typologie                                               | Chastel | Haute-Loire | France entière |
| ------------------------------------------------------- | ------- | ----------- | -------------- |
| Résidences principales (en %)                           | 59,1    | 71,5        | 82,1           |
| Résidences secondaires et logements occasionnels (en %) | 35,1    | 16,1        | 9,7            |
| Logements vacants (en %)                                | 5,8     | 12,4        | 8,2            |

## Toponymie
Chastel (1348), Ecclesia de Castro (XVe siècle).
Chastel vient du nord occitan chastèl, chastèu qui signifie « village fortifié » et équivaut à l'occitan castel « localité fortifiée ».

## Histoire
En 1789, Chastel était inclus dans la province d'Auvergne et était administrativement rattaché à l'élection de Brioude, à la subdélégation de Langeac et à la juridiction de Riom.

## Politique et administration

### Découpage territorial
La commune de Chastel est membre de la communauté de communes des Rives du Haut Allier, un établissement public de coopération intercommunale (EPCI) à fiscalité propre créé le 27 décembre 2016 dont le siège est à Langeac. Ce dernier est par ailleurs membre d'autres groupements intercommunaux.
Sur le plan administratif, elle est rattachée à l'arrondissement de Brioude, au département de la Haute-Loire, en tant que circonscription administrative de l'État, et à la région Auvergne-Rhône-Alpes.
Sur le plan électoral, elle dépend du canton du Pays de Lafayette pour l'élection des conseillers départementaux, depuis le redécoupage cantonal de 2014 entré en vigueur en 2015, et de la deuxième circonscription de la Haute-Loire   pour les élections législatives, depuis le redécoupage électoral de 1986.

### Liste des maires
| Période                                  | Période    | Identité                 | Étiquette | Qualité     |
| ---------------------------------------- | ---------- | ------------------------ | --------- | ----------- |
| Les données manquantes sont à compléter. |            |                          |           |             |
| avant 1988                               | 2001       | Guy Baudin de La Valette |           |             |
| 2001                                     | 2008       | Emmanuel Mallet          |           | agriculteur |
| mars 2008                                | avril 2014 | Bernard Vicard           |           |             |
| avril 2014                               | 2020       | René Haelvoet            |           |             |
| 2020                                     | En cours   | Pascal Biscarrat         |           |             |

## Population et société

### Démographie

#### Évolution démographique
L'évolution du nombre d'habitants est connue à travers les recensements de la population effectués dans la commune depuis 1793. Pour les communes de moins de 10 000 habitants, une enquête de recensement portant sur toute la population est réalisée tous les cinq ans, les populations de référence des années intermédiaires étant quant à elles estimées par interpolation ou extrapolation. Pour la commune, le premier recensement exhaustif entrant dans le cadre du nouveau dispositif a été réalisé en 2004.

En 2022, la commune comptait 116 habitants, en évolution de −12,12 % par rapport à 2016 (Haute-Loire : +0,36 %, France hors Mayotte : +2,11 %).
| 1793 | 1800 | 1806 | 1821 | 1831 | 1836 | 1841 | 1846 | 1851 |
| ---- | ---- | ---- | ---- | ---- | ---- | ---- | ---- | ---- |
| 753  | 511  | 792  | 744  | 742  | 702  | 690  | 730  | 715  |

| 1856 | 1861 | 1866 | 1872 | 1876 | 1881 | 1886 | 1891 | 1896 |
| ---- | ---- | ---- | ---- | ---- | ---- | ---- | ---- | ---- |
| 724  | 653  | 648  | 599  | 638  | 629  | 641  | 608  | 595  |

| 1901 | 1906 | 1911 | 1921 | 1926 | 1931 | 1936 | 1946 | 1954 |
| ---- | ---- | ---- | ---- | ---- | ---- | ---- | ---- | ---- |
| 560  | 615  | 606  | 538  | 523  | 521  | 502  | 378  | 351  |

| 1962 | 1968 | 1975 | 1982 | 1990 | 1999 | 2004 | 2006 | 2009 |
| ---- | ---- | ---- | ---- | ---- | ---- | ---- | ---- | ---- |
| 345  | 347  | 320  | 274  | 216  | 162  | 136  | 133  | 147  |

| 2014 | 2019 | 2022 | - | - | - | - | - | - |
| ---- | ---- | ---- | - | - | - | - | - | - |
| 133  | 123  | 116  | - | - | - | - | - | - |

#### Pyramide des âges
La population de la commune est relativement âgée.
En 2018, le taux de personnes d'un âge inférieur à 30 ans s'élève à 11,4 %, soit en dessous de la moyenne départementale (31 %). À l'inverse, le taux de personnes d'âge supérieur à 60 ans est de 51,3 % la même année, alors qu'il est de 31,1 % au niveau départemental.
En 2018, la commune comptait 66 hommes pour 60 femmes, soit un taux de 52,38 % d'hommes, largement supérieur au taux départemental (49,13 %).
Les pyramides des âges de la commune et du département s'établissent comme suit.
| Hommes | Classe d’âge | Femmes |
| ------ | ------------ | ------ |
| 6,3    | 90 ou +      | 3,4    |
| 7,8    | 75-89 ans    | 28,8   |
| 29,7   | 60-74 ans    | 27,1   |
| 34,4   | 45-59 ans    | 23,7   |
| 7,8    | 30-44 ans    | 8,5    |
| 7,8    | 15-29 ans    | 5,1    |
| 6,3    | 0-14 ans     | 3,4    |

| Hommes | Classe d’âge | Femmes |
| ------ | ------------ | ------ |
| 0,9    | 90 ou +      | 2,5    |
| 8,4    | 75-89 ans    | 11,7   |
| 20,4   | 60-74 ans    | 20,5   |
| 21,3   | 45-59 ans    | 20,3   |
| 16,8   | 30-44 ans    | 16,3   |
| 15,2   | 15-29 ans    | 13,2   |
| 17     | 0-14 ans     | 15,6   |

## Économie

### Emploi
| Division       | 2008   | 2013  | 2018  |
| -------------- | ------ | ----- | ----- |
| Commune        | 10,5 % | 2,7 % | 3,2 % |
| Département    | 6,3 %  | 7,7 % | 7,7 % |
| France entière | 8,3 %  | 10 %  | 10 %  |

En 2018, la population âgée de 15 à 64 ans s'élève à 64 personnes, parmi lesquelles on compte 82,3 % d'actifs (79 % ayant un emploi et 3,2 % de chômeurs) et 17,7 % d'inactifs,. En  2018, le taux de chômage communal (au sens du recensement) des 15-64 ans est inférieur à celui de la France et du département, alors qu'en 2008 la situation était inverse.
La commune est hors attraction des villes,. Elle compte 41 emplois en 2018, contre 46 en 2013 et 45 en 2008. Le nombre d'actifs ayant un emploi résidant dans la commune est de 50, soit un indicateur de concentration d'emploi de 82,5 % et un taux d'activité parmi les 15 ans ou plus de 43,6 %.
Sur ces 50 actifs de 15 ans ou plus ayant un emploi, 31 travaillent dans la commune, soit 61 % des habitants. Pour se rendre au travail, 53,1 % des habitants utilisent un véhicule personnel ou de fonction à quatre roues, 2 % les transports en commun, 4,1 % s'y rendent en deux-roues, à vélo ou à pied et 40,8 % n'ont pas besoin de transport (travail au domicile).

## Culture locale et patrimoine

### Lieux et monuments
- Château de la Valette[25].
- Église Saint-Pierre.
- Moulin de Batifol.

### Personnalités liées à la commune
- Yves Léger (1919-1944), résistant français, Compagnon de la Libération.